# Ernst Exner
Ernst Exner (* 2. September 1934 in Wien; † 5. März 2019 ebenda) war ein österreichischer Rundfunkjournalist.

## Leben
Ernst Exner studierte nach der 1953 erhaltenen Matura am Bundesrealgymnasium Wien XVIII. an der Universität Wien zunächst Rechtswissenschaft, wechselte dann aber zum Studium der Musikwissenschaft. 1960 kam er zum Österreichischen Rundfunk (ORF), wo er als Redakteur für die Abteilung Aktueller Dienst arbeitete und Radiobeiträge gestaltete. Er führte zahlreiche Interviews mit namhaften Persönlichkeiten, besonders mit Künstlern aus dem Musikbereich.
Im Jahr 1967 wurden unter ORF-Generalintendant Gerd Bacher die ORF-Landesstudios gegründet und Exner wurde der erste Chefredakteur des neuen Landesstudios für Niederösterreich. Von 1967 bis 1987 leitete er den Aktuellen Dienst. In dieser Zeit berichtete er für Radio und Fernsehen von vielen wichtigen Ereignissen, wie diverse Wahlen, dem Papstbesuch 1983, die Diskussionen zur Hauptstadtfrage Niederösterreichs oder die Volksabstimmung über das Atomkraftwerk Zwentendorf. Er war Initiator und Mitgestalter einiger Sendereihen von Radio Niederösterreich. Für das Fernsehen war er Autor und Gestalter zahlreicher Dokumentationen, besonders im historischen und kulturellen Bereich.
Gemeinsam mit dem damaligen Landesintendanten Kurt Bergmann war er 1973 an der Gründung der Spendenaktion Licht ins Dunkel beteiligt.
Von 1987 bis zu seiner Pensionierung 1994 leitete Exner die Abteilung Kultur und Wissenschaft im Landesstudio Niederösterreich. Für Ö1 arbeitete er für die Sendung „Dimensionen“ und moderierte öfters die Sendung „Von Tag zu Tag“.
Ernst Exner war Mitglied der Studentenverbindungen KÖHV Pannonia (1953) und der KaV Austro-Peisonia (1960) im ÖCV sowie der KÖML Tegethoff im MKV. 1972 wurde er Philistersenior der Pannonia. Er forschte im Bereich Studentenlied, studentische Musik, Studentengeschichte und Couleurkarten.
Er engagierte sich für zahlreiche Sozialprojekte im Heiligen Land. 1978 wurde Exner vom Kardinal-Großmeister Maximilien de Fürstenberg zum Ritter des Ritterordens vom Heiligen Grab zu Jerusalem ernannt und durch Bischof Jakob Weinbacher, Großprior der österreichischen Statthalterei, in den Päpstlichen Laienorden investiert. Er war zuletzt Offizier des Ordens. 
Er starb in der Nacht vom 4. auf den 5. März 2019 im Alter von 84 Jahren.
Er wurde am Baumgartner Friedhof bestattet.

## Ehrungen und Auszeichnungen
- 1978 Aufnahme in den Ritterorden vom Heiligen Grab zu Jerusalem[1]
- 1978 Leopold-Kunschak-Preis
- 1979 Goldenes Ehrenzeichen für Verdienste um das Bundesland Niederösterreich
- 1982 Hans-Kudlich-Preis
- 1983 Silbernes Ehrenzeichen für Verdienste um die Republik Österreich
- 1984 St. Martins-Orden des Österreichischen Bauordens, Komturkreuz
- 1986 Ehrenzeichen vom Heiligen Hippolyt der Diözese St. Pölten
- 1986 Eduard-Hartmann-Preis des Verbands der Agrarjournalisten und -publizisten in Österreich[6]
- 1991 Verleihung des Ehrentitels Professor durch Wissenschaftsminister und Vizekanzler Erhard Busek
- 1993 Verleihung des päpstlichen Komturkreuz des Silvesterordens
- 2009 Erhalt des Ehrenrings des Österreichischen Cartellverbands

## Belege
1. 1 2  Parte von OB Ernst Exner mit Hinweisen zum Begräbnis und Seelenmesse. In: Ritterorden vom Heiligen Grab zu Jerusalem. 11. März 2019, abgerufen am 19. März 2019.
2. 1 2  Reinhard Linke: Erster ORF-NÖ-Chefredakteur Ernst Exner ist tot. In: noe.orf.at. 5. März 2019, abgerufen am 5. März 2019.
3. ↑  Die Geschichte Pannonias. In: pannonia.or.at. 2019, archiviert vom Original (nicht mehr online verfügbar) am 6. März 2019; abgerufen am 5. März 2019.  Info: Der Archivlink wurde automatisch eingesetzt und noch nicht geprüft. Bitte prüfe Original- und Archivlink gemäß Anleitung und entferne dann diesen Hinweis.
4. ↑  Sebastian Ecker: Prof. Ernst Exner 1934–2019. In: oecv.at. 5. März 2019, abgerufen am 8. März 2019.
5. ↑  Ernst Exner in der Verstorbenensuche bei friedhoefewien.at
6. ↑  Eduard Hartmann-Preisträger. In: agrarjournalisten.at. Archiviert vom Original (nicht mehr online verfügbar) am 29. Juli 2016; abgerufen am 5. März 2019.  Info: Der Archivlink wurde automatisch eingesetzt und noch nicht geprüft. Bitte prüfe Original- und Archivlink gemäß Anleitung und entferne dann diesen Hinweis.

| Personendaten    | Personendaten                       |
| ---------------- | ----------------------------------- |
| NAME             | Exner, Ernst                        |
| KURZBESCHREIBUNG | österreichischer Rundfunkjournalist |
| GEBURTSDATUM     | 2. September 1934                   |
| GEBURTSORT       | Wien                                |
| STERBEDATUM      | 5. März 2019                        |
| STERBEORT        | Wien                                |